# Вершина-Войкари
Верши́на-Войкари́ (рос. Вершина-Войкары) — село у складі Шуришкарського району Ямало-Ненецького автономного округу Тюменської області, Росія. Входить до складу Мужівського сільського поселення.
Населення — 34 особи (2010, 58 у 2002).
Національний склад станом на 2002 рік: ханти — 100 %.
Стара назва — Вершина-Войкар.